# Bendt Bendtsen (rektor)
 For alternative betydninger, se Bendt Bendtsen (flertydig). (Se også artikler, som begynder med Bendt Bendtsen)
Bendt Bendtsen (3. februar 1763 – 16. december 1830) var en dansk rektor og titulær professor.
Bendtsen blev født i Frederiksborg (nu Hillerød), ved hvis latinskole hans fader, magister Poul Bendtsen (1723 – 1789), da var konrektor og senere blev rektor; hans moder
hed Anna Gjertrud, født Simonsen. Han blev først undervist i hjemmet og siden (fra 1774) i skolen. 1780 kom han til Københavns Universitet, hvor han tog artium med udmærkelse og i de næste fem år sine øvrige eksaminer med laud. (store filologikum 1782, teologisk attestats 1785). I begyndelsen af 1786 kom han ind på Borchs Kollegium og skrev der sin første disputats. I marts 1787 drog han med rejsestipendium til universitetet i Göttingen, hvor han blev til oktober 1789. Væsentlig drev han teologiske studier, og hans disputats for den filosofiske doktorgrad, som han forsvarede i september 1789 med megen ros, behandlede et bibelkritisk emne; men han hørte dog også flittig filologen
Christian Gottlob Heynes og andres forelæsninger.
Efter sin faders død i oktober 1789 ilede han hjem, søgte og fik hans plads og var så rektor i Frederiksborg til sin død, 16. Professortitelen fik han 1811, og 11. september 1816 blev han medlem af Det kongelige danske Selskab for Fædrelandets Historie og 1823 af Videnskabernes Selskab. 20. september 1792 ægtede han Anna Henriette Dorothea Goos (2. maj 1773 – 11. januar 1840), datter af slotsforvalteren A.J. Goos. Af deres mange børn blev sønnen C.H.A. Bendtsen efter faderens død rektor i Ribe.
Bendtsen var skolemand med liv og sjæl og vandt (ved siden af Oluf Worm i Horsens) et anset navn som rektor og lærer, så at hans skole blomstrede stærkt, navnlig i de første 20 år. Hans mere end almindelig frie blik viste sig i, at han optog tysk og fransk som
undervisningsfag, endnu før det blev lovbefalet ved skolereformen 1806, og at han anbefalede kommissionen, som forberedte denne, også at optage svensk, naturhistorie og især gymnastik. Foruden fransk, hvori han udgav en lille syntaks 1810, underviste han selv væsentlig i de gamle sprog i øverste klasse, og hans disciple roste meget hans omhyggelige og både intellektuelt og moralsk lærerige gennemgang af de foresatte pensa heri, hvorimod de ankede over, at hans overhøring var noget mangelfuld. Han var af et overmåde mildt og kærligt sind, og de disciple, som ville fremad og viste lyst og anlæg til selvvirksomhed, var han altid beredt til at hjælpe på enhver måde. På den anden side gjorde hans bløde karakter hans skolestyrelse noget svag, så at der herskede forskellig uorden blandt lærerpersonalet og eleverne. Som videnskabsmand udrettede han ikke meget, idet han selv manglede en streng videnskabelig skole, ikke var noget geni og desuden var aldeles optaget af sin lærergerning og ikke fri for økonomisk tryk; dog skrev han i tiden 1808-1819 i tilknytning til begivenheder i skolen eller i den ydre verden en række skoleprogrammer med monografier over filologiske emner, som fortjener at påagtes for den deri fremtrædende kundskabsrigdom og klare fremstilling. Indirekte fik Bendtsen betydning for videnskaben gennem Madvig, hvem han øvede indflydelse på da denne 1817–1820 var hans elev på latinskolen.